# Paralepas palinuri
Paralepas palinuri är en kräftdjursart som först beskrevs av Barnard 1924.  Paralepas palinuri ingår i släktet Paralepas och familjen Heteralepadidae.

## Underarter
Arten delas in i följande underarter:
- P. p. urae
- P. p. palinuri